# George R.R. Martin
George R.R. Martin, właśc. George Raymond Richard Martin (ur. 20 września 1948 w Bayonne w stanie New Jersey) – amerykański pisarz, twórca science fiction, fantasy i horrorów, zarówno opowiadań, jak i powieści, wielokrotny zdobywca nagród Nebula i Hugo oraz wielu innych: World Fantasy, Bram Stoker Award, czy Locus Award.
Początkowo publikował pod nazwiskiem pozbawionym dwóch „R”, które dołączył, gdy zaczęto go mylić z producentem płyt The Beatles. Jego utwory przetłumaczono na dziesiątki języków, w tym polski. Jest autorem cyklu fantasy Pieśń lodu i ognia, na którym oparto między innymi serial Gra o tron wyprodukowany przez HBO (2011–2019), grę fabularną A Game of Thrones, komiks oraz szereg gier komputerowych. Na podstawie jego innych prac nakręcono kilka filmów i odcinków serii telewizyjnych (Remembering Melody, 1984; Nightflyers, 1987; Sandkings, 1995). George R.R. Martin współpracował także przy tworzeniu różnych projektów telewizyjnych (m.in. Strefa mroku, Piękna i Bestia, Doorways).
Martin pisze za pomocą edytora tekstu WordStar 4.0 dla systemu operacyjnego DOS.

## Życiorys

### Młodość
George R.R. Martin urodził się 20 września 1948 roku w Bayonne, w stanie New Jersey, jako syn lokalnego dokera Raymonda Collinsa Martina oraz Margaret Brady Martin. Jest najstarszym z trójki rodzeństwa, ma dwie młodsze siostry – Darleen Martin Lapinski i Janet Martin Patten.
W Bayonne uczęszczał najpierw do Mary Jane Donohoe School, a następnie Marist High School. W tym okresie zaczął tworzyć swoje pierwsze teksty, początkowo pisząc krótkie historie o potworach, które sprzedawał i czytał swoim kolegom. W szkole średniej przez dwa lata współtworzył uczniowską gazetę. Był to również czas jego fascynacji amerykańskimi komiksami, szczególnie tymi wydawanymi przez Marvel Comics. Zainspirowany scenariuszami Stana Lee, Martin pisał własne opowiadania o superbohaterach, które ukazywały się w fanzinach poświęconych komiksom.
Edukację kontynuował na Northwestern University w Evanston w stanie Illinois, gdzie studiował dziennikarstwo. W 1971 uzyskał tytuł magistra. Po zakończeniu studiów Martin uzyskał status obdżektora, przez co zamiast służby wojskowej od 1972 do 1974 pracował jako wolontariusz dla AmeriCorps VISTA. W kolejnych latach zajmował się organizowaniem turniejów szachowych oraz pracą jako nauczyciel akademicki na Clarke University w Dubuque, w stanie Iowa.

### Początki kariery pisarskiej
Pierwszym opowiadaniem Martina opublikowanym w prasie było The Hero, które w 1971 roku ukazało się w czasopiśmie „Galaxy”. Od tej pory jego teksty regularnie pojawiały się w magazynach poświęconych fantastyce. George R.R. Martin szybko zyskał uznanie czytelników i krytyków, pierwsze nominacje do nagród Nebula i Hugo otrzymał już w 1973 roku za opowiadanie With Morning Comes Mistfall opublikowane w czasopiśmie „Analog”. Początkowo skupiał się na pisaniu opowiadań i nowel, a swoją pierwszą powieść Światło się mroczy skończył w roku 1976.
W 1979 roku porzucił pracę na uczelni w Dubuque, przeprowadził się do Santa Fe w stanie Nowy Meksyk i w całości poświęcił się pisarstwu. Już wcześniej był związany ze społecznością amerykańskich fanów fantastyki, ale w tym okresie jeszcze częściej zaczął brać udział w jej działaniach. Pojawiał się na wielu konwentach, gdzie spotykał się z czytelnikami. Wtedy również nawiązywał współpracę z innymi pisarzami, w tym Gardnerem Dozoisem oraz Lisą Tuttle, z którą wspólnie napisał powieść Przystań wiatrów. George R.R. Martin był członkiem tzw. Labour Day Group (nazwa stworzona przez Thomasa M. Discha), czyli grupy pisarzy występujących razem na kolejnych edycjach Worldconu, do której oprócz samego Martina należeli również m.in. Orson Scott Card, John Warley, Michael Bishop czy Vonda McIntyre.

### Scenarzysta telewizyjny
Do połowy lat 80. Martin napisał kilka zbiorów opowiadań i powieści, jednak z powodu porażki, jaką okazał się wydany w 1983 roku Rockowy Armagedon, oraz niewystarczających zarobków, podjął się pracy jako scenarzysta telewizyjny.  Rozpoczął współpracę ze stacją CBS, dla której w 1986 roku pisał scenariusze do nowego sezonu Strefy mroku, a następnie Pięknej i Bestii. Dla wielu innych stacji tworzył też scenariusze do pilotażowych odcinków nowych seriali, ostatecznie nie zostały one jednak wyprodukowane. Oprócz pracy w roli scenarzysty, Martin w tym samym okresie został również głównym redaktorem oraz współautorem serii Dzikie karty, będącej antologią powiązanych ze sobą opowiadań o superbohaterach.

### Pieśń lodu i ognia
W latach 90. George R.R. Martin powrócił do regularnego pisania powieści. Zainspirowany twórczością J.R.R. Tolkiena oraz historycznymi wydarzeniami, m.in. Wojną Dwóch Róż oraz wojną stuletnią, postanowił stworzyć własny cykl fantasy. W 1996 wydawnictwo Bantam Books wydało pierwszy tom nowego cyklu – Grę o tron. Od razu po jego publikacji Martin zaczął pracować nad kolejnymi. Drugi tom Pieśni lodu i ognia, zatytułowany Starcie królów, ukazał się w 1999 roku. Była to pierwsza część cyklu, która trafiła na listę bestsellerów „New York Timesa”. Kolejne tomy, ze względu na swoją objętość i tempo pracy Martina, wydawane były w coraz większym odstępie czasu. Uczta dla wron ukazała się w roku 2005, natomiast Taniec ze smokami w 2011. Zapowiedziane są również dwa ostatnie tomy cyklu o tytułach Wichry zimy (The Winds of Winter) oraz Sen o wiośnie (A Dream of Spring).

### Gra o tron
Po premierze Starcia królów George R.R. Martin zaczął otrzymywać propozycje ekranizacji swojej sagi. Ostatecznie prawa do adaptacji sprzedał prywatnej stacji HBO. 17 kwietnia 2011 roku wyemitowano pierwszy odcinek serialu na podstawie Pieśni lodu i ognia, zatytułowanego tak samo jak pierwszy tom Gra o tron. Martin od początku brał czynny udział w produkcji kolejnych odcinków jako konsultant showrunnerów Davida Benioffa i D. B. Weissa, a także scenarzysta (napisał scenariusze do 4 odcinków) oraz producent. Serial stał się ogromnym sukcesem, zyskując uznanie zarówno milionów widzów na całym świecie, jak i krytyków. Otrzymał łącznie 59 nagród Emmy, w tym 4 dla samego George’a R.R. Martina. Emisja Gry o tron zakończyła się 19 maja 2019 roku na 8 sezonie.

### Ogień i kreworazRód Smoka
W przerwie między pracą nad kolejnymi częściami Pieśni lodu i ognia Martin pisze dodatkowe utwory rozwijające fabułę i świat przedstawiony w głównym cyklu. W 2018 roku ukazała się książka Ogień i krew, która opisuje pierwszą połowę niemal trzystuletniego panowania rodu Targaryen obalonego kilkanaście lat przed wydarzeniami z pierwszego tomu Pieśni lodu i ognia. W 2019 George R.R. Martin oraz HBO ogłosili, że stacja rozpoczyna produkcję serialowej adaptacji Ognia i krwi, zatytułowanej Ród Smoka (House of Dragon). Premiera serialu odbyła się w 2022 roku.

### Inne projekty
George R.R. Martin brał również udział w produkcji Elden Ring, gry tworzonej przez studio From Software. Na prośbę twórców stworzył fikcyjny świat gry, wraz z jego historią oraz mitologią. Premiera Elden Ring odbyła się 25 lutego 2022 roku.

## Twórczość

### Pieśń lodu i ognia(A Song of Ice and Fire)

#### Powieści
- Gra o tron (A Game of Thrones, 1996) – w Polsce w 1998
- Starcie królów (A Clash of Kings, 1999) – w Polsce w 2000
- Nawałnica mieczy (A Storm of Swords, 2000) – w Polsce w 2002 i podzielona na tomy Stal i śnieg (Steel and Snow) oraz Krew i złoto (Blood and Gold)
- Uczta dla wron (A Feast for Crows, 2006) – w Polsce w 2006 i podzielone na tomy Cienie śmierci oraz Sieć spisków
- Taniec ze smokami (A Dance with Dragons, 2011) – w Polsce w 2011–2012 i podzielona na tomy – pierwszy tom został wydany 22 listopada 2011[25], natomiast drugi tom został wydany 21 lutego 2012[26]
- Wichry zimy (The Winds of Winter, w przygotowaniu)
- A Dream of Spring (planowana)

#### Opowiadania
- Blood of the Dragon, ukazało się w 1996 roku w „Asimov’s Science Fiction Magazine”. Opowiadanie jest zbiorem rozdziałów o Daenerys z powieści Gra o tron (pierwsza praca poświęcona Daenerys).
- Błędny rycerz (The Hedge Knight), wydany w antologii pod redakcją Roberta Silverberga Legendy (Legends, 1998) – w Polsce w 1999. W 2017 roku pod tytułem Wędrowny rycerz wydane razem z Tajemniczym rycerzem i Wiernym Mieczem w zbiorze Rycerz Siedmiu Królestw.
- Ścieżka smoka (Path of the Dragon), ukazała się w 2000 roku w grudniowym numerze „Asimov’s Science Fiction Magazine”, w Polsce wydana przez magazyn literacki „Fenix” 02(102)/2001. Opowiadanie jest zbiorem rozdziałów o Daenerys z powieści Nawałnica mieczy (druga praca poświęcona Daenerys).
- Arms of the Kraken, ukazało się w 2002 roku w magazynie „Dragon”. Opowiadanie jest zbiorem rozdziałów o Wyspach Żelaznych z powieści Uczta dla wron.
- Wierny miecz (The Sworn Sword), wydany w antologii pod redakcją Roberta Silverberga Legendy II (Legends II, 2003) – w Polsce w 2004. W 2017 roku pod tytułem Zaprzysiężony miecz wydane razem z Tajemniczym rycerzem i Błędnym rycerzem w zbiorze Rycerz Siedmiu Królestw.
- Tajemniczy rycerz (The Mystery Knight), wydany w 2010 roku w antologii Warriors. W Polsce opowiadanie wydane w 2017 roku, razem z Błędnym Rycerzem i Wiernym Mieczem w zbiorze Rycerz Siedmiu Królestw.
- Księżniczka i królowa (The Princess and The Queen, or, The Blacks and The Greens), wydane w 2013 roku w antologii pod tytułem Dangerous Women, która pojawiła się w Polsce w 2015 roku pod tytułem Niebezpieczne kobiety. Z opowiadaniami Książę łotrzyk i Synowie Smoka stało się zaczątkiem książki Ogień i krew.
- Książę łotrzyk (The Rogue Prince, or, A King’s Brother), wydany w 2014 roku w antologii pod tytułem Rogues, która pojawiła się w Polsce w 2015 roku pod tytułem Łotrzyki.
- Synowie Smoka (The Sons of the Dragon), wydani w 2017 roku w antologii pod tytułem Book of Swords, która pojawiła się w Polsce w 2018 roku pod tytułem Księga mieczy.

#### Inne

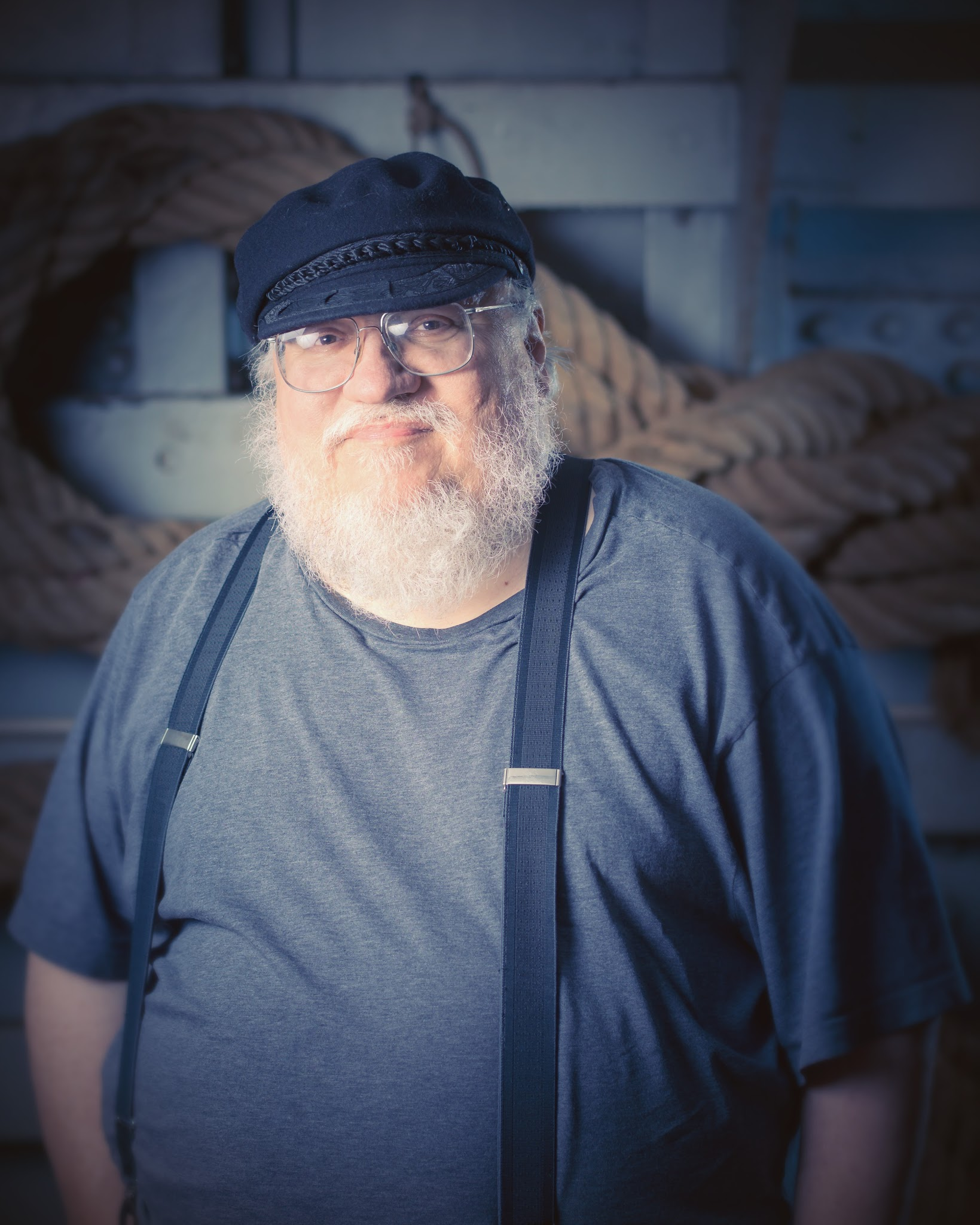
G.R.R. Martin w 2015

- Świat lodu i ognia (The World of Ice and Fire, 2014) – w Polsce w 2014; współautorami są Elio M. García Jr. i Linda Antonsson
- Ogień i krew (Fire and Blood, 2018) – w Polsce w dwóch tomach wydanych w 2018 i 2019
- Panowanie smoka. Ilustrowana historia dynastii Targaryenów. Tom 1 (The Rise of the Dragon, 2022) – współautorami są ponownie Elio M. García Jr. i Linda Antonsson, a książka opowiada w skróconej formie historię opisywaną w książce Ogień i krew[27]

### Windhaven
- Przystań Wiatrów (Windhaven, 1981, powieść, wspólnie z Lisą Tuttle; wyd. pol. 1997)
- Planeta burz (The Storms of Windhaven, 1975, opowiadanie, wspólnie z Lisą Tuttle; wyd. pol. „Fantastyka” nr 7(10)/1983)
- One-Wing (1980, opowiadanie, wspólnie z Lisą Tuttle)

### Inne powieści
- Światło się mroczy (Dying of the Light, 1977; wyd. pol. 2004)
- Ostatni rejs „Fevre Dream” (Fevre Dream, 1982; wyd. pol. 2002)
- Rockowy Armagedon (The Armageddon Rag, 1983; wyd. pol. 2005)
- Dead Man’s Hand (1990, wspólnie z Johnem J. Millerem)
- Shadow Twin (2005, wspólnie z Gardnerem Dozoisem i Danielem Abrahamem)
- Hunter’s Run (2008, wspólnie z Gardnerem Dozoisem i Danielem Abrahamem)

### Inne opowiadania i nowele
- Pieśń dla Lyanny (A Song for Lya, 1974; wyd. pol. „Fantastyka” nr 1-2/1982)
- Piaseczniki (Sandkings, 1979; wyd. pol. „Fantastyka” 07(46)/1986)
- Wędrowcy (Nightflyers 1985)
- The Skin Trade (1988 – w zbiorze opowiadań Dark Visions 5)
- Lodowy smok (The Ice Dragon 2006, ilustr. Yvonne Gilbert; wyd. pol. 2011)

### Zbiory opowiadań
- A Song for Lya and other stories (1976)
- Songs of Stars and Shadows (1977)
- Piaseczniki (Sandkings, 1981; wyd. pol. 1998)
- Songs the Dead Men Sing (1983)
- Wędrowcy (Nightflyers 1985)
- Tuf Wędrowiec (Tuf Voyaging, 1986; wyd. pol. 1997)
- Portraits of His Children (1987)
- Quartet (2001)
- George R.R. Martin: A RRetrospective (2006 oraz dwutomowa wersja z 2007 George R.R. Martin: A RRetrospective - Dreamsongs – w Polsce wydany w trzech tomach: Retrospektywa. Światło Odległych Gwiazd (2007), Retrospektywa. Żeglarze Nocy (2007) i Retrospektywa. Wędrowny Rycerz (2008))
- Starlady/Fast-friend (2008)

### Scenariusze
- Strefa mroku (The Twilight Zone) – 8 odcinków (1986–1989)
- Piękna i Bestia (Beauty and the Beast) – 15 odcinków (1987–1990)
- Po tamtej stronie (The Outer Limits) – 1 odcinek (1995)
- Gra o tron (Game of Thrones) – 4 odcinki (2011–2014)